# Julius Angerhausen
Julius Angerhausen (* 3. Januar 1911 in Warendorf; † 22. August 1990 in Essen) war Weihbischof in Essen und geistlicher Schriftsteller.

## Leben
Seine Eltern waren der Ingenieur Hans Angerhausen und Anna (geb. Darup). Julius Angerhausen besuchte das Gymnasium Laurentianum in Warendorf bis zu seinem Abitur im Jahr 1930.

Am 21. Dezember 1935 empfing er durch Bischof Clemens August Graf von Galen in Münster die Priesterweihe. 
1936 wurde Angerhausen Kaplan in Duisburg-Meiderich, Herz-Jesu, 1941 Kaplan in St. Ludger in Duisburg-Neudorf. In den Kriegsjahren 1942–1945 diente er als Sanitäter bei der Marine, bevor er 1948 Diözesanseelsorger der Christlichen Arbeiterjugend (CAJ) und Gebietskaplan der CAJ in Duisburg wurde. Vier Jahre darauf nahm er die gleichen Aufgaben in Münster wahr.
Von 1953 bis 1958 war Angerhausen Nationalkaplan der CAJ und der CAJF in Essen. Mit Gründung des Bistums Essen 1958 wurde er, da sein Dienstsitz in Essen war, in dieses inkardiniert. Im selben Jahr wurde er Geistlicher Rat und durch Bischof Franz Hengsbach als Leiter mit dem Aufbau des Bischöflichen Seelsorgeamtes in Essen beauftragt.
Am 27. Januar 1959 wurde er durch Papst Johannes XXIII. zum Titularbischof von Eminentiana und Weihbischof in Essen ernannt. Die Bischofsweihe erfolgte am 12. April 1959 in Essen durch Bischof Franz Hengsbach. Mitkonsekratoren waren der Bischof von Münster, Michael Keller, und Bischof Charles Msakila von Karema in Tansania (ein Zeichen der Verbundenheit Angerhausens mit Afrika).
Ab 1961 nahm er die Aufgaben des Diözesandirektors für das Päpstliche Werk der Glaubensverbreitung, des Päpstlichen Missionswerkes der Kinder sowie des Priestermissionswerkes im Bistum Essen und des Opus St. Petri wahr. Gegen Ende des II. Vatikanischen Konzils, an dem er teilnahm, unterzeichnete Angerhausen am 16. November 1965 zusammen mit weiteren 39 Bischöfen den Katakombenpakt, der unter anderem von Hélder Câmara, dem damaligen Erzbischof von Olinda und Recife (Brasilien), und von Charles-Marie Himmer, Bischof von Tournai (Belgien), initiiert worden war. Der Pakt beinhaltete ein Gelübde der Bischöfe, als Diener einer „Kirche der Armen“ in Hingabe und Bescheidenheit für jene zwei Drittel der Menschheit zu wirken, die Armut und Elend ausgesetzt sind.
1964 wurde Angerhausen von der Leitung des Seelsorgeamtes entpflichtet. 1966 wurde er zum Bischofsvikar für die Ausländerseelsorge bestellt.  Von 1967 bis 1975 war er Vorsitzender der Kommission für Weltmission der Deutschen Bischofskonferenz.
Angerhausen wurde am 1. März 1986 emeritiert, er blieb allerdings weiter in der Ausländerseelsorge und der Missionsarbeit tätig.
Nach seinem Tod wurde Julius Angerhausen auf dem Kapitelsfriedhof in Essen beigesetzt.

## Schriften (Auswahl)
- Legenden um die glorreiche Jungfrau von Warendorf. Schnell, Warendorf 1933
- Die schwarze Muttergottes. Legenden um die schmerzhafte Mutter von Telgte. Schnell, Warendorf 1936
- Der Granatapfel. Schnell, Warendorf 1947
- Brückenschlag nach Afrika. Verlag Haus Altenberg, Düsseldorf 1957
- Jungarbeiter von heute auf morgen. Verlag Haus Altenberg, Düsseldorf 1957
- Die Arme ausgebreitet. Mission gestern und heute. Verlag Wort und Werk, Sankt Augustin 1974
- Wer öffnet die Tür? Verlag Wort und Werk, Sankt Augustin 1975
- Schafft Schweigen. Herder, Freiburg im Breisgau 1975
- Kreuz des Südens und Paradiesvogel. Verlag Wort und Werk, Nettetal 1976
- Der klare Spiegel. Verse aus dem Buch der 150 Lieder. Herder, Freiburg im Breisgau 1977
- Wunderbares sagt man von dir! Marienlegenden. Verlag Wort und Werk, Nettetal 1978
- Auf unsern Schultern liegt die Welt. Verlag Wort und Werk, Nettetal 1979
- Der Herr im Glanz des Goldes – seine Ankunft und seine Wiederkunft. Bilder, Erwägungen, Gebete. Verlag Wort und Werk, Sankt Augustin 1981
- Gewalt der Stille. Johannes-Verlag, Leutesdorf 1981
- Schweigen, das rettende Netz. Johannes-Verlag, Leutesdorf 1981
- Stachel der Einsamkeit. Johannes-Verlag, Leutesdorf 1981
- Begegnung in der Wüste. Johannes-Verlag, Leutesdorf 1981
- DU hast mich froh gemacht. Biblische Weisheiten auch für heute. Johannes-Verlag, Leutesdorf 1982
- Schaut auf die Pforte! Verlag Wort und Werk, Nettetal 1983
- Jeder Augenblick ist kostbar. Die Zeit des Lebens richtig nutzen. Verlag Neue Stadt, München 1983
- Von Tor zu Tor – Türen und Portale der Kevelaerer Wallfahrtsstätten. Denkanstösse. Butzon und Bercker, Kevelaer 1983
- Mutter vom Guten Rat. Legenden um die Goldene Madonna von Essen. Verlag Wort und Werk, Nettetal 1986
- Die Vergessenen unserer Nächstenliebe. Verlag Neue Stadt, München 1987
- Hoffnung auch hinter Gittern. Verlag Neue Stadt, München 1987